# Beaco
Beaco (Beaço, Beacu, Beaçu, Beasu, We Asu, Be Asu) ist ein Dorf im Süden des osttimoresischen Verwaltungsamts Viqueque, Gemeinde Viqueque. Der Ortsname leitet sich aus der lokalen Sprache Tetum Terik ab. Be bedeutet „Wasser“, asu „Hund“.

## Geographie
Beaco besteht aus den Ortsteilen Loho Oan und Maluro und liegt auf einer Meereshöhe von 13 m an der Timorsee. Etwas östlich befindet sich das Kap Ponta Deilubun (Ponta Beaco). Bis 2015 gehörte Beaco zum Suco Fatudere, nun ist es Teil des Sucos Maluru.
Beaco verfügt über eine medizinische Station und eine Grundschule. Vor der Küste befindet sich ein Ankerplatz, der einzige der gesamten Gemeinde und einer der neun Möglichkeiten für größere Schiffe in Osttimor anzulegen. Eine Brücke überspannt in Beaco den kleinen Fluss Beaco. Über sie führt eine der wichtigsten Straßen Osttimors, die entlang der südlichen Küste verläuft. In der Nähe Beacos gibt es einige Höhlen. Archäologische Untersuchungen entdeckten dort aber keine interessanten Funde.
In Beaco soll ein Flüssigerdgasterminal für 943 Millionen US-Dollar von einer chinesischen Firma, innerhalb von vier Jahren gebaut werden, sobald die Finanzierung geklärt ist.

## Geschichte
Am Strand stehen die Ruinen eines portugiesischen Zollgebäudes vom Anfang des 20. Jahrhunderts.
Die Naueti-Sprecher in Beaco bilden eine Sprachinsel, abseits der anderen Gebiete, in denen Naueti dominiert. Nach mündlichen Überlieferungen aus Daralari (Suco Babulo) sollen sie von dort stammen. Die Vorfahren der Beaco-Naueti wurden laut der Überlieferungen als Kriegsgefangene an die Küste gebracht, um sie hier gegen Feuerwaffen einzutauschen.
Nahe Beaco landeten 1974 indonesische Truppen und drangen weiter Richtung Baucau vor, als das Nachbarland das gerade neun Tage unabhängige Osttimor besetzte.